# Mittelmeerspiele 1955
Die Mittelmeerspiele 1955 (offiziell: II. Mittelmeerspiele) fanden vom 16. bis 25. Juli 1955 in der spanischen Stadt Barcelona statt.

## Teilnehmende Nationen
Es nahmen zehn Nationen teil, die insgesamt 734 Athleten (ausschließlich Männer) entsandten. Die Anzahl der Teilnehmer ist in Klammern angegeben.
- Ägypten (169)
- Frankreich (278)
- Griechenland (73)
- Italien (195)
- Libanon (34)
- Malta (4)
- Monaco (14)
- Spanien (287)
- Syrien (41)
- Türkei (40)

## Sportstätten
Die Wettkämpfe fanden unter anderem an folgenden Orten statt:
- Estadi Olimpic de Montjuic: Leichtathletik, Eröffnungs- und Schlussfeier
- Palau Municipal d’Esports de Barcelona
- Piscina Municipal de Montjuïc (Schwimmen, Wasserball, Wasserspringen)

## Sportarten und Wettbewerbe
Das Programm der zweiten Mittelmeerspiele umfasste 19 Sportarten mit 102 reinen Männerwettbewerben. Die Zahl in Klammern neben der Sportart gibt die Anzahl der Medaillenwettbewerbe pro Sportart an.
- Basketball (1)
- Boxen (10)
- Fechten (6)
- Feldhockey (1)
- Fußball (1)
- Gewichtheben (7)
- Leichtathletik (24)
- Radsport (2)
- Reitsport (2)
- Ringen (8)
- Rollhockey (1)
- Rudern (7)
- Rugby Union (1)
- Schießen (9)
- Schwimmen (8)
- Segeln (3)
- Turnen (8)
- Wasserball (1)
- Wasserspringen (2)

## Medaillenspiegel
| Platz  | Land         | Gold | Silber | Bronze | Gesamt |
| ------ | ------------ | ---- | ------ | ------ | ------ |
| 01     | Frankreich   | 39   | 29     | 31     | 99     |
| 02     | Italien      | 32   | 27     | 22     | 81     |
| 03     | Spanien      | 12   | 15     | 18     | 45     |
| 04     | Ägypten      | 9    | 20     | 17     | 46     |
| 05     | Türkei       | 8    | 3      | 3      | 14     |
| 06     | Griechenland | 1    | 7      | 8      | 16     |
| 07     | Libanon      | 1    | 1      | 4      | 6      |
| 08     | Syrien       | —    | —      | 1      | 1      |
| Gesamt | Gesamt       | 102  | 102    | 104    | 308    |